# Jugoslav Lazić
Jugoslav Lazić (Servisch: Југослав Лазић) (Trstenik, 12 december 1979) was een Servische doelman. Hij kwam van 2004 tot 2015 uit voor Sporting Lokeren.

## Spelerscarrière
Lazić startte zijn profcarrière in de jaren '90 bij FK Napredak Kruševac. In 2004 haalde Lokeren de 24-jarige doelman naar Daknam. In zijn eerste twee seizoenen moest Lazić de rol van eerste doelman nog delen met Zvonko Milojevic, maar in het seizoen 2006/07 won Lazić de concurrentiestrijd van zijn landgenoot. Na de komst van Barry Boubacar Copa in 2007 werd Lazić weer doubluredoelman, enkel in de seizoenen 2009/10 en 2012/13 kwam hij nog aan een vijftiental competitiewedstrijden. Lazić groeide bij Lokeren nooit uit tot een volwaardige eerste doelman, maar gedurende elf jaar fungeerde hij als voorbeeldige tweede doelman. In 2015 stopte hij met voetballen.
Lazić won met Lokeren twee keer de Beker van België. In de editie van 2011/12 speelde hij de terugwedstrijd van de kwartfinale tegen AA Gent en de heenwedstrijd van de halve finale tegen Lierse SK, maar in de finale moest hij op de bank plaatsnemen. In de editie van 2013/14 speelde hij geen enkele wedstrijd. Lazić heeft ook 7 caps op zijn naam staan, weliswaar bij de U21 van Servië en Montenegro. 

## Trainerscarrière
Na zijn spelerafscheid werd Lazić meteen keeperstrainer van de beloften van KSC Lokeren. Een jaar later stapte hij over naar KV Mechelen, waar hij keeperstrainer werd van de A-kern. Lazić nam er de doelmannen Colin Coosemans, Anthony Moris en Anthony Swolfs onder handen. Op 23 maart 2018 werd de samenwerking beëindigd.

## Statistieken
| seizoen | club                 | Land   | klasse             | wedstr | goals |
| ------- | -------------------- | ------ | ------------------ | ------ | ----- |
| 1999/00 | FK Napredak Kruševac | Servië | Superliga          | 2      | 0     |
| 2000/01 | FK Napredak Kruševac | Servië | Superliga          | 27     | 0     |
| 2001/02 | FK Napredak Kruševac | Servië | Superliga          | 33     | 0     |
| 2002/03 | FK Napredak Kruševac | Servië | Superliga          | 32     | 0     |
| 2003/04 | FK Napredak Kruševac | Servië | Superliga          | 25     | 0     |
| 2004/05 | Sporting Lokeren     | België | Jupiler Pro League | 17     | 0     |
| 2005/06 | Sporting Lokeren     | België | Jupiler Pro League | 21     | 0     |
| 2006/07 | Sporting Lokeren     | België | Jupiler Pro League | 27     | 0     |
| 2007/08 | Sporting Lokeren     | België | Jupiler Pro League | 11     | 0     |
| 2008/09 | Sporting Lokeren     | België | Jupiler Pro League | 2      | 0     |
| 2009/10 | Sporting Lokeren     | België | Jupiler Pro League | 18     | 0     |
| 2010/11 | Sporting Lokeren     | België | Jupiler Pro League | 10     | 0     |
| 2011/12 | Sporting Lokeren     | België | Jupiler Pro League | 12     | 0     |
| 2012/13 | Sporting Lokeren     | België | Jupiler Pro League | 15     | 0     |
| 2013/14 | Sporting Lokeren     | België | Jupiler Pro League | 0      | 0     |
| 2014/15 | Sporting Lokeren     | België | Jupiler Pro League | 0      | 0     |
|         |                      |        | Totaal             | 252    | 0     |

## Erelijst
KSC Lokeren
- Beker van België

2011/12, 2013/14